# Herzog von Beaumont
Der französische Titel Herzog von Beaumont (Duc de Beaumont) wurde im Ancien Régime zweimal geschaffen.
1. 1543 als Duché-Pairie bezogen auf die Vizegrafschaft Beaumont-sur-Sarthe (Beaumont-au-Maine) für eine Angehörige des Hauses Valois. Der Titel ging 1550 an die Bourbonen über und erlosch 1589 als König Heinrich III. von Navarra als Heinrich IV. König von Frankreich wurde.
2. 1765 als Duché und 1817 als Duché-Pairie bezogen auf Beaumont-du-Gâtinais  für das Haus Montmorency. Der Titel erlosch 1878 mit dem 3. Herzog.

## Erste Verleihung
Die Vizegrafschaft Beaumont-au-Maine war seit 1370 im Besitz des Hauses Valois-Alençon, Erbin der Vizegrafschaft war Françoise d’Alençon.
1. Françoise d’Alençon (* 1490/91, † 1550) Vizegräfin von Beaumont, 1543 Herzogin von Beaumont. ⚭ I 1505 François II. d’Orléans (* 1478, † 1513), Graf von Dunois, 1505 Herzog von Longueville (Haus Orléans-Longueville); ⚭ II 1513 Charles I. de Bourbon (* 1489, † 1537), Graf und 1515 Herzog von Vendôme (Bourbonen)
2. Antoine de Bourbon (* 1518, † 1562), deren Sohn aus zweiter Ehe, 1537 Herzog von Vendôme, 1550 Herzog von Beaumont. ⚭ 1548 Jeanne d’Albret (* 1528, † 1572), 1555 Königin von Navarra
3. Henri de Bourbon (* 1551, † 1552), deren Sohn, Duc de Beaumont
4. Henri de Bourbon (* 1553, † 1610), dessen Bruder, 1572 als Heinrich III. König von Navarra und 1589 als Heinrich IV. König von Frankreich, womit der Titel erlischt

## Zweite Verleihung

### Die Herren und Grafen von Beaumont
- Geoffroi Cœur († 1488), Seigneur de Beaumont, Schatzmeister und Mundschenk Ludwigs XI., Sohn von Jacques Cœur
- Germaine Cœur († 1526), dessen Tochter, Dame de Beaumont; ⚭ Louis de Harlay († 1544), Seigneur de Beaumont
- Christophe I. de Harlay (* 1504, † 1573), deren Sohn
- Achille I. de Harlay (* 1536, † 1616), dessen Sohn, 1612 Comte de Beaumont; ⚭ Anne Renée Louise du Lovet, Dame de Coetjanval
- Christophe II. de Harlay (* 1570, † 1615), dessen Sohn
- Achille II. de Harlay (* 1606, † 1671), dessen Sohn
- Achille III. de Harlay (* 1639, † 1712), dessen Sohn
- Achille IV. de Harlay (* 1668, † 1717), dessen Sohn
- Marie Louise de Harlay (* 1694, † 1749), dessen Tochter; ⚭ Christian Louis de Montmorency-Luxembourg, Prince de Tingry (* 1675, † 1746), Marschall von Frankreich

### Die Herzöge von Beaumont
- Charles-François Christian de Montmorency-Luxembourg (* 1713, † 1787), deren Sohn, Prince de Tingry, 7. Februar 1765 Duc de Beaumont,
- Anne Christian de Montmorency-Luxembourg (* 1767, † 1821), dessen Sohn, 1787 2. Duc de Beaumont, Prince de Tingry, 1817 Duc-Pair
- Anne Edouard Louis Joseph de Montmorency-Luxembourg (* 1802, † 1878), dessen Sohn, genannt Le Duc de Montmorency-Luxembourg, 1821 3. Duc de Beaumont, Prince de Tingry

## Sonstiges
Siehe auch: Grafschaft Beaumont-sur-Oise und Grafschaft Beaumont-le-Roger